# Гигантский дневной геккон
Гигантский дневной геккон (лат. Phelsuma gigas) — вымерший вид гекконов из рода фельзум, обитавший на острове Родригес (Маскаренские острова) и сопредельных мелких островах.

## Описание
Самый крупный из известных видов дневных гекконов. Достигал в длину около 44 сантиметров (возможно, существовали и более крупные особи — до 50 сантиметров), примерно половина общей длины приходилась на хвост; окрас — серый или серо-бурый с мелкими черными точками на спине, нижняя часть тела — бледно-желтая, цвет хвоста — однотонный темно-серый.
Много раз встречался людям с 1691 по 1761 годы. Описание французского путешественника XVII века Франсуа Лега живущих на Родригесе больших древесных ящериц (длиной и толщиной с человеческую руку и пригодных в пищу) относится, по всей видимости, именно к Phelsuma gigas.

## Враги и добыча
Биология практически не изучена. Подобно другим фельзумам, гигантский дневной геккон обитал в тропических лесах на деревьях и в расщелинах скал, но вел сумеречный (или даже ночной) образ жизни. Питался преимущественно беспозвоночными (мог, как сообщают, поедать даже птичьи яйца и птенцов), также мог слизывать нектар и сок фруктов. Вероятно, служил добычей для местных видов сов (Otus murivorus) и цапель (Nycticorax megacephalus), ныне также исчезнувших.

## Вымирание
Деятельность человека (вырубка и выжигание лесов под плантации сахарного тростника) и хищничество завезённых на острова крыс и домашних кошек привели к тому, что примерно к середине XIX века гигантский дневной геккон полностью вымер. Последние экземпляры, по которым составлено научное описание вида, были добыты на небольшом острове Фрегат к юго-западу от Родригеса в 1842 году.

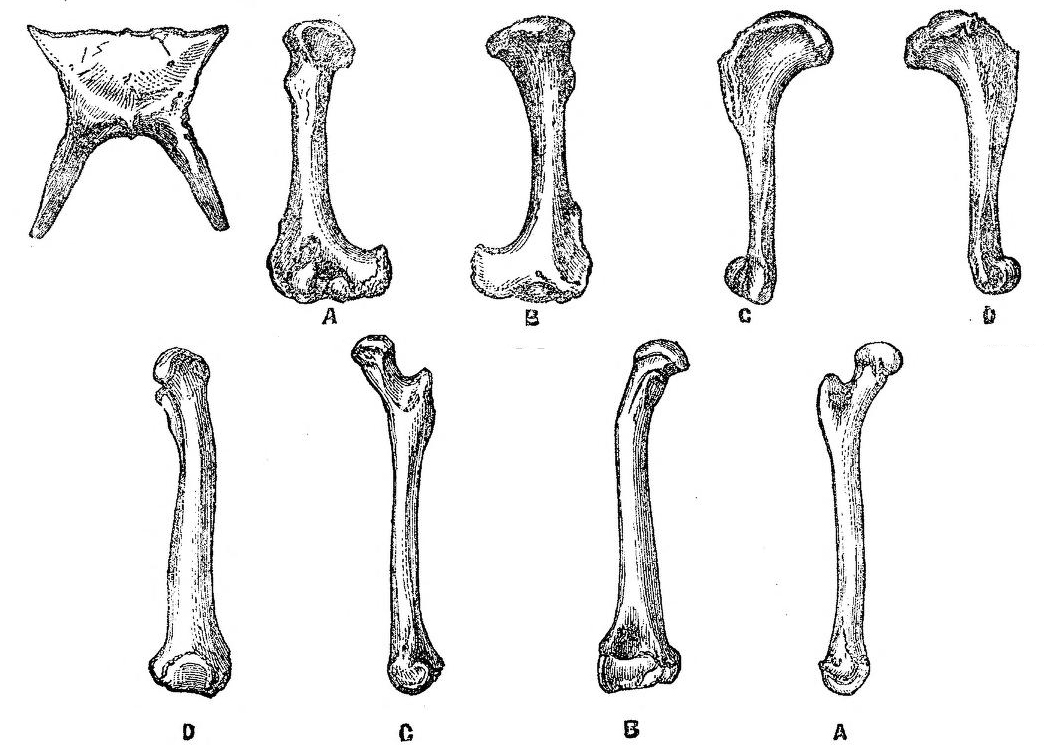
Кости P. gigas